# Тасеєво
Тасеєво (рос. Тасеєво) — село в Росії, у Красноярському краї, адміністративний центр Тасеєвського району. Населення - 8038 осіб.

## Географія
Розташоване на березі річки Усолка за 140 км від залізничної станції Канськ-Єнісейський (на лінії Уяр - Решоти).

## Історія
Засноване землепроходцями в 1640 році як острог на місці тунгуського стійбища князца Тасея.
У 1918-1920 роках Тасеєво було центром так званої Тасеєвської республіки - території, що знаходилася під контролем партизанів - прихильників радянської влади, що був одним із центрів Єнісейського повстання. Тасеєвкі партизани внесли істотний внесок у розгром колчаковських військ.